# Chianti
A Chianti Olaszország leghíresebb vörösbora.

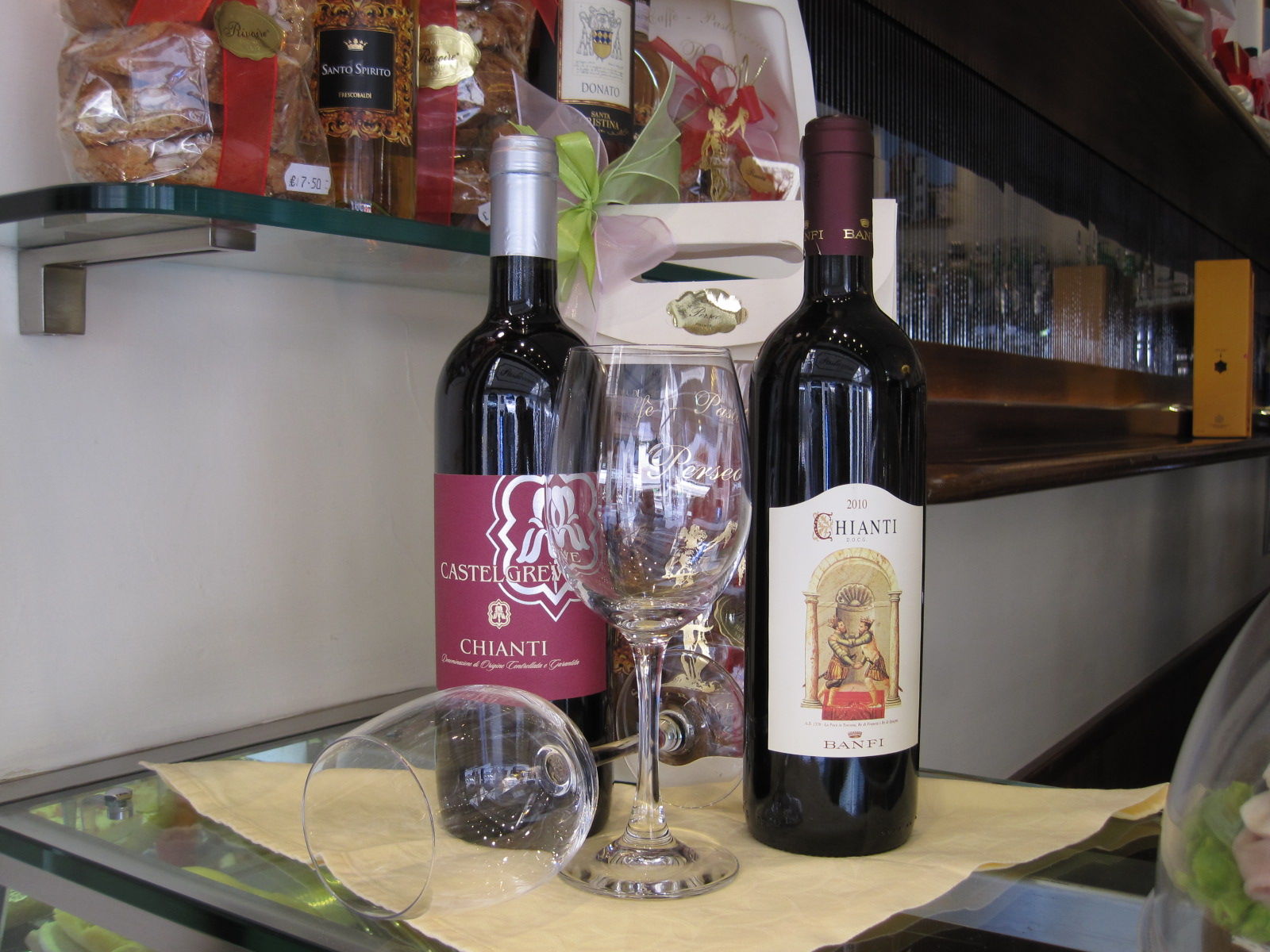

## A termőterület
A Chianti termőterülete az itáliai Toscana tartomány egyik ősi bortermelő területének neve, amely Firenze, Arezzo, Siena és Grosseto környéki konkrétan meghatározott településekre terjed ki.

## A „fiasco”
A "hagyományos" Chianti kiszerelése jellegzetes: a széles szájú palackokat szalmafonatos kosárkában („fiasco”) helyezik el, illetve árusítják. A kategóriák egy részét pedig bordeaux-i típusú palackban forgalmazzák. A palackzárás pedig alapvetően parafadugóval történik.

## Eredetmegjelölés
A Chianti szó eredetmegjelölésként való lajstromozása 1984 óta mind a Chianti kiváló minőségét szavatolja (a termelési és minőségi feltételeket ún. termékleírásba kell foglalni, amit államilag, illetve az EU szintjén ismernek el: Chianti PDO), mind jogi oltalmat biztosít a Chianti szónak a termőterületen kívül előállított borokra való használata ellen. 
A Chianti Classico kizárólag a termőterületnek még jobban körülhatárolt, központi részéről származhat. 
Ide tartoznak a következő települések:
- Greve in Chianti
  - Montefioralle
  - Convertoie
  - Montegonzi
  - Canonica
  - Castello di Uzzano
  - Castello di Verrazano
- Radda in Chianti
  - Volpaia
- Castellina in Chianti
- San Casciano Val di Pesa
  - Mercatale Val di Pesa
  - Faltignano
  - Campoli
- Gaiole in Chianti
  - Castello di Brolio

## Jellemzői
A Chianti klasszikus borösszeállítás, azaz több szőlőfajta művészi házasítása során keletkezik. A
felhasznált szőlők: Sangiovese (domináns) és Canaiolo (vörös alapborok), kevés Trebbiano
és Malvasia-fajták (fehérek), valamint alkalmanként nagyon kevés (vörös) Cabernet sauvignon és Merlot. Az utóbbi időben egyre gyakrabban nem használnak fehérszőlőt, mára már 100%-ban Sangiovese is lehet chianti.
A legalább 24 hónapos (termőterületenként is eltérő idejű fahordós és palackos) érlelés után a palackon feltüntethető a riserva szó. A termesztési, érlelési, analitikai és érzékszervi jellemzők alapján tovább szelektált bor superiore kategóriájú lehet. A Chianti Riservát vagy Classico-t 16-19 °C-on (azaz a klasszikus szobahőmérsékleten) a legjobb fogyasztani, míg a fiatalabb chiantik kissé hűvösebb, 13-16 °C-on nyújtják az igazi élvezetet.